# 3874 Stuart
3874 Stuart је астероид главног астероидног појаса чија средња удаљеност од Сунца износи 2,681 астрономских јединица (АЈ).
Апсолутна магнитуда астероида је 12,2.